# 2020年カリフォルニア複合火災
2020年カリフォルニア複合火災（にせんにじゅうねんかりふぉるにあふくごうかさい）は2020年8月にカリフォルニア州で発生した大規模火災。
2020年8月16日から17日にかけて山火事が発生。被害は拡大し続け、10月5日には焼失面積が100万エーカーを超えてギガファイアとなった。

## 引用
1. ↑  Staff, Reuters「米加州ワイン産地の山火事、消火活動が前進」『Reuters』2020年10月6日。2020年10月12日閲覧。